# Spoorlijn Duisburg-Hochfeld Süd - Duisburg-Wanheim
De spoorlijn Duisburg-Hochfeld Süd - Duisburg-Wanheim is een Duitse spoorlijn en is als spoorlijn 2315 onder beheer van DB Netze.

## Geschiedenis
Het traject werd door de Preußische Staatseisenbahnen geopend op 26 juli 1906.

## Aansluitingen
In de volgende plaatsen is of was er een aansluiting op de volgende spoorlijnen:
Duisburg Hochfeld Süd Vorbahnhof
DB 2320, spoorlijn tussen Duisburg-Wedau en Oberhausen-Osterfeld Süd
DB 2323, spoorlijn tussen Duisburg Hochfeld Süd en aansluiting Sigle
DB 2326, spoorlijn tussen Duisburg-Bissingheim en Duisburg Hauptbahnhof
DB 2505, spoorlijn tussen Krefeld en Bochum
Duisburg-Hochfeld Süd
DB 2313, spoorlijn tussen Duisburg Hauptbahnhof en Duisburg-Hochfeld Süd
DB 2314, spoorlijn tussen Duisburg-Hochfeld Süd en Duisburg-Hochfeld Nord
DB 2328, spoorlijn tussen Duisburg-Hochfeld Süd en Duisburg Hauptbahnhof